# Active Media Group
Active Media Group AB var ett spelföretag som producerade spel för barn med licenser som Rummel & Rabalder och Kosmos och Kattis. Företaget började producera spel 1996.

## Spel utgivna av Lattjo Lajban
- Rummel & Rabalder: SkumCity (1999)
- Kosmos : geniet från Millimetrus[5] (1998)
- Tomtens julverkstad (2000)[6]

## Spel utgivna av Young Einstein
- Mattegeniet (1999) [7]
- Spökhuset (2000) [8]

## Woodii spelserien
- Den svarta diamanten (2000)[9]
- Den svarta diamanten 2 (2001)[10]
- Regnskogens hemlighet (2000)[10]